# Mona Jarrahi
Mona Jarrahi (en persa: مونا جراحی; enero de 1979) es una ingeniería iraní. Es profesora en la Universidad de California en Los Ángeles. Investiga materiales novedosos, la electrónica de ondas milimétricas, fotónica de microondas, electro-óptica ultrarrápida, e imágenes de terahercios/infrarrojo y espectroscopia. Jarrahi fue distinguida en 2014 con el premio Presidential Early Career for Scientists and Engineers (PECASE) por su trabajo en Optoelectrónica Terahertz.

## Biografía

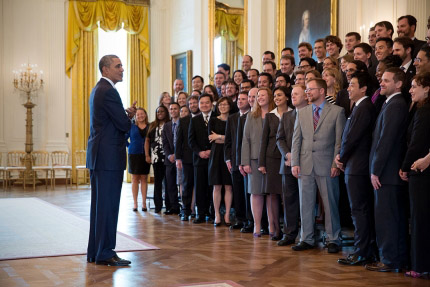
Premio Presidential Early Career Award for Scientists and Engineers en 2014, otorgados por el presidente Obama.

Jarrahi nació en Teherán y se educó en Irán. Es una «graduada distinguida» de la Universidad de Sharif donde completó su primer título. Luego se marchó para obtener su maestría en la Universidad Stanford.
El 23 de diciembre de 2013, Jarrahi recibió el premio Presidential Early Career Award for Scientists and Engineers (PECASE) otorgado por el presidente de los Estados Unidos, Barack Obama. Fue una de los 102 científicos e ingenieros que recibió este premio en 2013. El comité de premios presidenciales citó su trabajo en Optoelectrónica Terahertz.